# Cercopemyces rickenii
Cercopemyces rickenii (Bohus) Dima & L. Nagy – gatunek grzybów należący do rzędu pieczarkowców (Agaricales).

## Systematyka i nazewnictwo
Pozycja w klasyfikacji według Index Fungorum: Agaricaceae, Incertae sedis, Agaricomycetidae, Agaricomycetes, Agaricomycotina, Basidiomycota, Fungi.
Po raz pierwszy takson ten opisał w 1970 r. G. Bohus, nadając mu nazwę Armillaria rickenii. Obecną nazwę nadali mu w 2015 r. Bálint Dima i L. Nagy. Synonimy:
- Armillaria rickenii Bohus 1970
- Floccularia rickenii (Bohus) Wasser 1974
- Floccularia rickenii (Bohus) Wasser ex Bon 1990
- Ripartitella rickenii (Bohus) Singer 1986

## Morfologia
Kapelusz
O średnicy 5–8 cm, kolor żółtawo-biały, kształt wypukły, wypukło-rozszerzony, pokryty koncentrycznie ułożonymi, stożkowymi brodawkami. Powierzchnia sucha, matowa, o barwie żółtawo-kremowej z cytrynowym odcieniem, nieco ciemniejsza w środku. Brzeg gładki, lekko podwinięty, z białymi pozostałościami osłony całkowitej.
Blaszki
Gęste, przyrośnięte, białe, biało-kremowe, o równych krawędziach.
Trzon
Wysokość 3–6 cm, grubość 1–1,5 cm, u góry lekko zwężony, u podstawy poszerzony, solidny. Powierzchnia tej samej barwy co środek kapelusza, u góry gładka, dołem pokryta pozostałościami osłony w postaci brodawek tworzących szybko zanikający pierścień.
Miąższ
Gęsty, jędrny, w kapeluszu i trzonie biały, niezmieniający barwy po przekrojeniu, słodkawy. Młode owocniki mają przyjemny, grzybowy zapach.
Cechy mikroskopowe
Bazydiospory szeroko jajowate, 4,6–5,8 × 2,8–3,7 µm, w mikroskopie optycznym gładkie, ale przy powiększeniu powyżej większym 12 000 pokryte nierównomiernie rozłożonymi guzkami w odległościach 0,2–5,0 µm. Wymiary i wybrzuszenie guzków są również zmienne.

## Występowanie i siedlisko
Znany jest tylko w niektórych krajach Europy i jest bardzo rzadki. Brak go w opracowanym w 2003 r. przez Władysława Wojewodę wykazie wielkoowocnikowych grzybów podstawkowych Polski, jego pierwsze stanowiska w Polsce podano w 2012 r. (jako Floccularia rickenii)
Naziemny grzyb saprotroficzny. Gatunek ciepłolubny, preferujący próchniczne gleby piaszczyste. Notowany w towarzystwie robinii akacjowej, głogu, róży i klonu tatarskiego.